# Nicole Oresme
Nicole Oresme (ou Nicolas Oresme), né à Fleury-sur-Orne (qui s'appelait alors Allemagne) vers 1320-1322 et mort à Lisieux le 11 juillet 1382, est un polymathe : philosophe, astronome, mathématicien, économiste, musicologue, physicien, traducteur et théologien  de langue latine ayant étudié et vécu dans la France de l'époque médiévale. Il a été évêque de Lisieux et conseiller du roi Charles V le Sage.

## Biographie
« Je ne sais donc que je ne sais rien ».
On ne sait pratiquement rien sur sa famille et ses origines. Le fait qu’il ait fait ses études au collège de Navarre, établissement commandité et subventionné par le roi pour les étudiants trop pauvres pour payer leurs frais de scolarité à l’université de Paris, constitue une indication probable de ses origines paysannes. Toute sa vie se déroula durant la guerre de Cent Ans, la Normandie étant alors souvent occupée par l’Angleterre.
Il étudie les « artes » à Paris (avant 1348), avec Jean Buridan (reconnu comme le fondateur de l’école française de philosophie naturelle), Albert de Saxe et peut-être Marsile d'Inghen. À partir de 1348, il étudie la théologie à Paris. Il obtient son doctorat en 1356 et devient, la même année, grand-maître du collège de Navarre, où il a été élevé. Il est reçu Magister Artium en 1362.
Sa réputation attire l’attention de la famille royale et le met en contact avec le futur Charles V en 1356. À partir de 1356, pendant la captivité de son père Jean II en Angleterre, Charles est nommé régent, avant de devenir roi de France sous le nom de Charles V (1364 à 1380). Le roi Jean II nomme Oresme précepteur du Dauphin et futur roi. Le 2 novembre 1359, Oresme devient secrétaire du roi avant de devenir son aumônier et son conseiller. Le roi semble avoir tenu le caractère et les talents de Nicole Oresme en haute estime, suivant ses conseils et l'encourageant à développer le goût de l’étude dans son royaume. C’est sous l'insistance d'Oresme que le roi prononce un discours dénonçant les désordres de l’Église devant la cour papale d’Avignon.
Il est envoyé en mission par le dauphin en 1356, puis en 1360 pour solliciter un prêt auprès des autorités municipales rouennaises. En 1361, alors qu’il était encore grand-maître du Collège de Navarre, il est nommé, avec l’appui de Charles, archidiacre de Bayeux. Le 23 novembre 1362, année où il devient maître en théologie, il est nommé chanoine de la cathédrale de Rouen. Au moment de sa nomination à ce poste, il enseigne toujours régulièrement à l’université de Paris. Le 10 février 1363, il est nommé chanoine à la Sainte Chapelle, reçoit un demi-bénéfice et est élevé le 18 mars 1364 au poste de doyen du chapitre de Rouen. Il est probable que le dauphin Charles a influencé par ses suggestions les décisions de son père Jean II touchant aux fréquents changements de postes d’Oresme.
Ses postes consécutifs à la cathédrale de Rouen (1364-1377) ne l’empêchent pas de passer beaucoup de temps à Paris, particulièrement pour les affaires universitaires, sans que les nombreux documents attestant de sa présence dans la capitale prouvent qu’il y enseignait également. Sa résidence à Paris semble avoir été prolongée par Charles V jusqu’en 1380. Il commence à travailler en 1369 à sa traduction de l’Éthique d’Aristote, qui semble avoir été achevée en 1370. Ses traductions de la Politique du même philosophe et des Économiques (dont on sait aujourd'hui qu'elles sont d'un pseudo-Aristote) ont pu être accomplies entre les années 1372 et 1374, et le De caelo et mundo en 1377. Ces travaux lui valent, en 1371, une pension du trésor royal. Il obtient le poste d'évêque de Lisieux en 1377. Il n’a pris résidence à Lisieux qu’en septembre 1380. À sa mort, survenue deux ans après celle de Charles V, il est enterré dans la cathédrale de Lisieux.

## Travaux

### Traductions en français

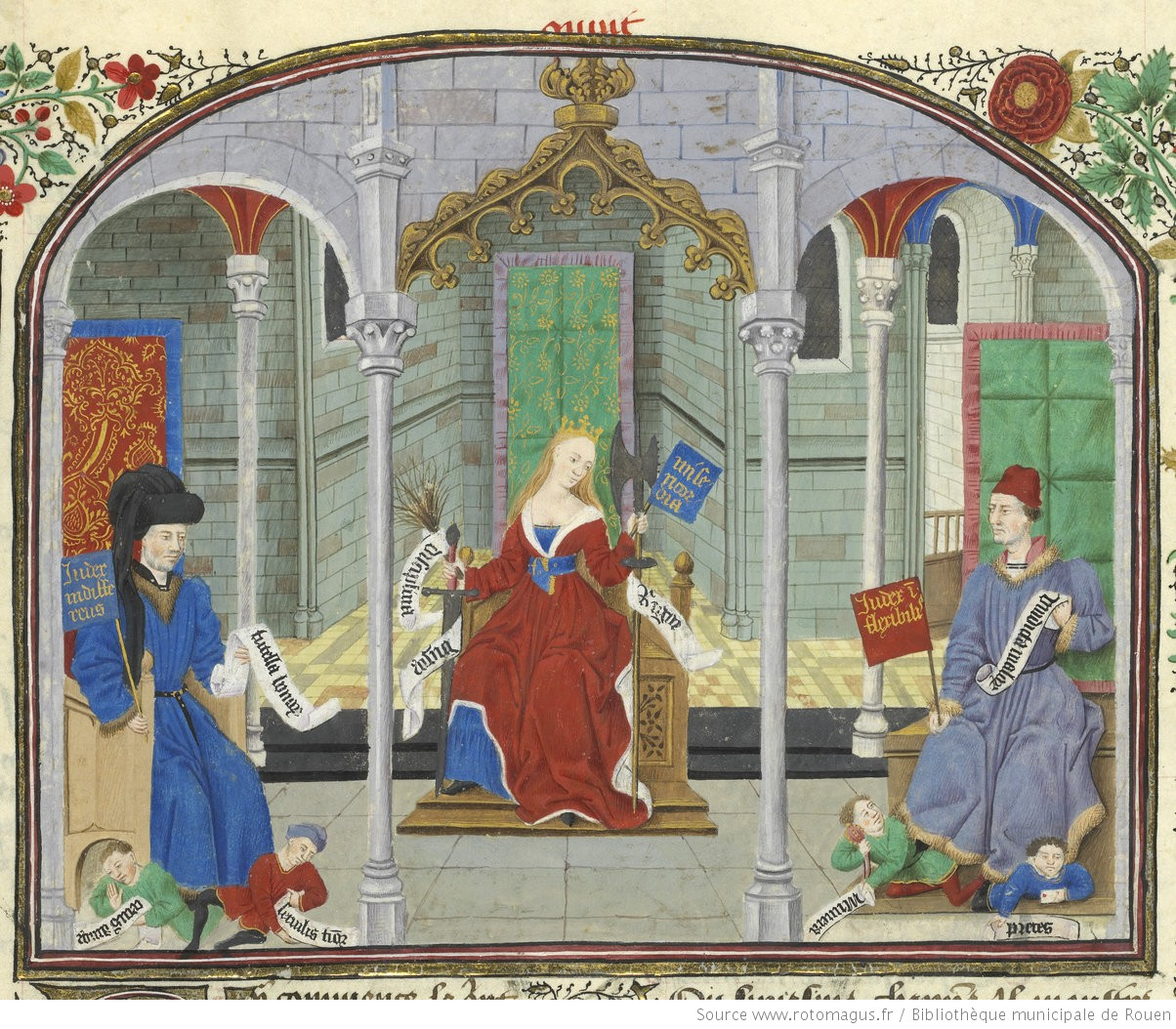
Illustration d'un manuscrit de lÉthique à Nicomaque d'Aristote, livre V, théorie de la justice. L'édition de 1454-1455 conservée à la bibliothèque municipale de Rouen repose sur la traduction par Nicole Oresme.

L'une des principales contributions que l'on doit à Nicole Oresme est la traduction en français de nombreux textes anciens de référence — en mathématique, politique, biologie, etc. — comme les écrits d'Aristote.
Il est donc l'inventeur de nombreux mots français courants aujourd'hui tels que : monarchie, démocratie, oligarchie, aristocratie, obligation légale, pour le lexique politique, numérateur, dénominateur dans le lexique des mathématiques, et d'autres mots dans les domaines de l'astronomie, de la cosmographie et de la géographie.

### Économie
Ses vues « économiques » (au sens moderne : on parlait alors de philosophie et d'éthique) sont contenues dans le Commentaire sur l’Éthique d’Aristote (1370), le Commentaire sur la Politique et les Économiques d’Aristote (1371) et le Traictié de la première invention des monnoies (De mutatione monetarum ac variatione facta per reges aut principes, rédigé en 1355), alors qu'il est conseiller du roi Charles V.
Dans son traité sur les monnaies, Oresme avance des idées à la fois originales et bien ancrées dans son temps :
- prolongeant la pensée de Saint Augustin et d’Aristote, il considère comme inique l'usure ;
- s'inscrivant dans la lignée d'Aristote, il réaffirme que la monnaie n'est pas la propriété individuelle du prince, mais appartient à la collectivité qui seule peut en définir le statut ;
- les altérations monétaires décidées par le souverain sont mal venues : elles détruisent la raison d'être de l'outil d'échange, à savoir une valeur constante en laquelle on peut se fier. Par altérations, Oresme entend changements dans le poids, la dénomination, la quotité et la pureté des matières[16].

### Mathématiques et musique

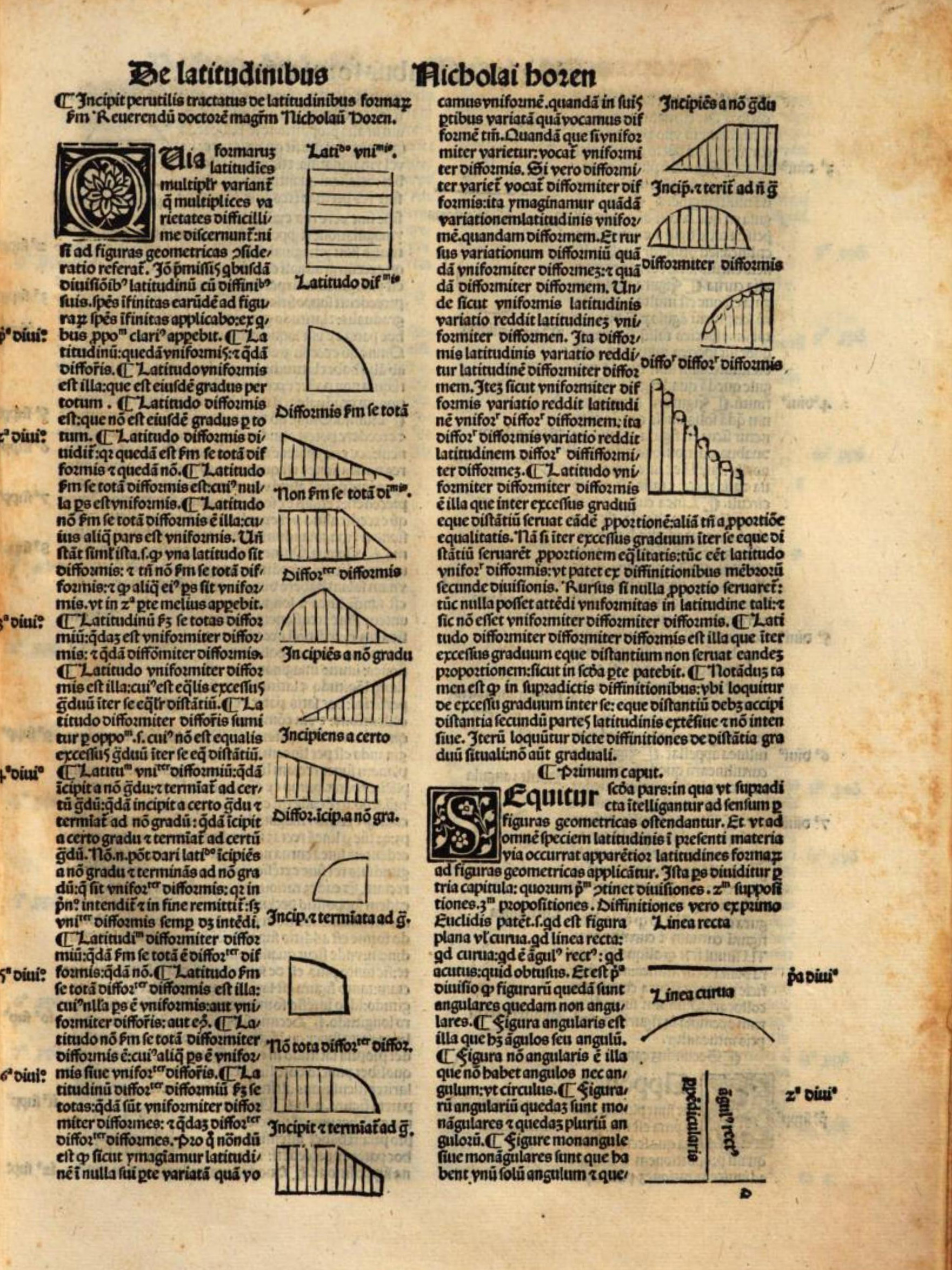
Tractatus de latitudinibus formarum, éd. 1505

Ses contributions les plus importantes aux mathématiques sont contenues dans le Tractatus de configuratione qualitatum et motuum, jamais imprimé. Un compendium de cet ouvrage imprimé sous le titre de Tractatus de latitudinibus formarum de Johannes de Sancto Martino (1482, 1486, 1505 et 1515) a été pendant longtemps la seule source d’étude de ses idées mathématiques. Nicole Oresme est un des premiers à concevoir le principe et l'utilité des coordonnées cartésiennes pour la représentation graphique de phénomènes quantitatifs : une longueur proportionnée à la longitudo constituant l’abscisse à un point donné et une perpendiculaire à ce point, proportionnelle à la  latitudo  constituant l’ordonnée. Il donne l’équation de la ligne droite, ainsi que la loi de l’espace traversé en cas de mouvement uniformément varié.
Dans l’Algorismus proportionum et le De proportionibus proportionum, Oresme a développé la première méthode de calcul des puissances avec des exposants irrationnels fractionnaires, c’est-à-dire le calcul avec des proportions irrationnelles (proportio proportionum). La base de cette méthode était l’égalisation des grandeurs continues et des nombres discrets, idée tirée par Oresme de la théorie de la musique monocorde (sectio canonis). Cela lui a permis de surmonter la prohibition pythagoricienne de la division régulière des intervalles pythagoriciens comme 8/9, 1/2, 3/4, 2/3 et lui a permis de produire la gamme tempérée. Exemple de la division égale de l’octave en douze parties : {\displaystyle \left({\frac {2}{1}}\right)^{\frac {1}{12}}\cdot \left({\frac {2}{1}}\right)^{\frac {1}{12}}\cdots \left({\frac {2}{1}}\right)^{\frac {1}{12}}=\left({\frac {2}{1}}\right)^{\frac {12}{12}}}. Il a utilisé, par exemple, cette méthode dans sa section musicale du Tractatus de configurationibus qualitatum et motuum dans le contexte de sa « théorie de la tonalité partielle ou harmonique » (voir ci-dessous) pour produire des proportions de son irrationnelles (timbre laid ou couleur de tonalité) dans la direction du « continuum de tonalité partielle » (« bruit blanc »)[réf. nécessaire].
On lui doit également la première démonstration de la divergence de la série harmonique, parue dans Questiones super geometriam Euclidis (1360),.

### Physique et astronomie
Les préceptes de physique d’Oresme sont exposés dans deux œuvres en français, le Traité de la sphère, deux fois imprimé à Paris (première édition sans date ; deuxième, 1508) et le Traité du ciel et du monde, terminé en 1377 après trois années de travail, à la demande de Charles V, mais jamais imprimé. Avec la publication de ses Questions de physique en 1347, Oresme engage un débat sur la nature du mouvement, auquel répondront Jean Buridan de Béthune et Albert de Saxe.
Oresme soutient que les raisons proposées par la physique aristotélicienne contre le mouvement de la Terre sont irrecevables. Il affirme qu’aucune expérience ne peut décider si les cieux se déplacent d’est en ouest ou si c'est la Terre qui se déplace d’ouest en est, car l’expérience sensible ne peut jamais établir plus d’un mouvement relatif. Bien avant Copernic, il soutient la théorie du mouvement de la Terre et non des cieux, en s'appuyant sur l’argument de la simplicité. Il revient sur la question dans Le Livre du Ciel, cherchant à harmoniser philosophie et théologie : ne pouvant prouver le mouvement de la Terre, « Oresme a finalement rejeté la cosmologie de la rotation terrestre en faveur de laquelle il avait apporté tant d'arguments ».
Oresme soutient également que la nature de la couleur et celle de la lumière sont identiques, la couleur n’étant que de la lumière blanche brisée et reflétée : « les couleurs font partie de la lumière blanche ». Cette théorie aurait été inspirée par ses investigations musicologiques : dans sa théorie des harmoniques et de la couleur de tonalité, il établit une analogie entre ces faits musicaux et le phénomène du mélange de couleurs sur un tour[réf. nécessaire].
En 1970, l'Union astronomique internationale a donné le nom d'Oresme à un cratère lunaire.

### Théologien et prédicateur
À côté de sa production scientifique, Nicole Oresme exerce aussi une activité de théologien et prédicateur qui lui a valu une certaine renommée. La preuve la plus intéressante de cette célébrité réside dans les nombreux textes qu’on lui a faussement attribués :
- une collection de sermons écrite en réalité par le dominicain italien Nicoluccio da Ascoli ;
- une Ars praedicandi (Art de la prédication) ;
- une Epistola Luciferi, texte en fait anonyme et dont l'auteur reste inconnu ;
- un Liber de Antichristo, qui est l’œuvre de Guillaume de Saint-Amour.

Nicole Oresme est cependant l'auteur certain d'un traité intitulé De malis venturis super ecclesiam et d'un sermon intitulé Iuxta est salus mea qu'il aurait prononcé devant la cour du pape Urbain V en 1363. Le Iuxta est salus mea aborde surtout le besoin de réformer l'Église et peut être considéré comme un appel fait au pape à s'engager dans une voie réformatrice.
Il a aussi dénoncé le recours à l'astrologie judiciaire ainsi que les arts divinatoires, dans le De configurationibus et Contra judiciarios astronomos.

## Œuvre
- Algorismus proportionum. [lire en ligne]
- De causis mirabilium, édi., trad. et comm. B. Hansen, Nicole Oresme and the Marvels of Nature. A Study of his 'De causis mirabilium' , Toronto, Pontifical Institute of Mediaeval Studies, 1985, XI-478 p.
- Expositio et quaestiones in Aristotelis 'De anima' , Éd. Benoît Patar, Louvain, Éd. Peeters, 1995.
- Le livre de politiques d’Aristote (1371), Albert D. Menut, Philadelphia, American Philosophical Society, 1970.
- Le livre des divinations (début des années 1360), trad. ancienne in S. Lefèvre (édi.), Essai d'édition critique du 'Livre des divinacions' de Nicole Oresme, mémoire de DEA, Paris 4, 1985, p. 104-121.
- Le livre du ciel et du monde [1377] ; texte et commentaire, Éd. Albert D. Menut, Alexandre Joseph Denomy, New York, London, 1941-1943.
- Quaestio contra divinatores horoscopios, éd. S. Caroti, in Archives d’Histoire Doctrinale et Littéraire du Moyen Âge, 43, 1976, p. 201-310
- Quaestiones super geometriam Euclidis, Éd. H. L. L. Busard, Leiden, E.J. Brill, 1961, [lire en ligne]
- Tractatus de configurationibis qualitatum et motuum (vers 1351-1355 ? 1360 ?), éd. M. Clagett, Nicole Oresme and the Medieval Geometry of Qualities and Motions, Madison-Milwaukee-Londres, 1968.
- Tractatus de origine, natura, iure et mutationibus monetarum (1355), Düsseldorf : Verlag Wirtschaft und Finanzen, 1995, 1485 (En ligne)
- Traictie de la première invention des monnoies de Nicole Oresme. Textes français et latin d’après les manuscrits de la Bibliothèque impériale et Traité de la monnoie de Copernic, texte latin et traduction française, Paris, Guillaumin, 1864, Genève, Slatkine Reprints, 1976, [lire en ligne]
- Traité des monnaies et autres écrits monétaires du XIVe siècle (Jean Buridan, Bartole de Sassoferrato) : textes, Claude Dupuy et al., Lyon, La Manufacture, 1989. Jacqueline Fau (dir.), Jeanne-Marie Viel (trad.), Nicole Oresme, Traité monétaire Treatise on money (1355), Édition trilingue juxtaposée Latinus-Français-English, Paris, Éditions Cujas, 1990.
- Traité de l’espere (avant 1377), McCarthy, Lillian, 1943, 1974.
- De visione stellarum (On Seeing the Stars), édi. et trad. an. D. Burton, Leyde, 2007.
- Messire François Petracque des remedes de l'une et l'autre fortune prospere et adverse, 1523 — Nouvelle édition en 1534